# Parafia św. Mikołaja Biskupa w Bochni
Parafia pw. Świętego Mikołaja Biskupa w Bochni – parafia rzymskokatolicka znajdująca się w diecezji tarnowskiej w dekanacie Bochnia Wschód.
W skład terytorium parafii wchodzi część miasta Bochnia z ulicami: Andrusikiewicza, Benesza, Bernardyńska, Biała, Biellwaskiej, Bracka, Brzozowa, Bujaka, Bukowskiego, Campi, Chodenicka, Czackiego, Czyżewicza, Dominikańska, Dąbrowskiego (od nr 53 do końca), Fischera, ks. Gadowskiego, Galasa, Garncarska, Gołębia, Goczałkowskich, Górników, Górska, Hutnicza, Karasia, Karolina, Karosek, Kazimierza Wielkiego (nry 2-56 i 1-67), Kolejowa, Konstytucji 3 Maja, Kościuszki, Kowalska, Krakowska (nry 1-47), Kraszewskiego, Kręta, Krótka, Krzeczowska (nry 1-92), Księcia Józefa Poniatowskiego, Kurów, Kącik, Langera, św. Leonarda, Leśna, Ludowego Wojska Polskiego, Majora Bacy, św. Marka, Matejki, Mickiewicza, Nad Babicą, Na Kąty, Niecała, Oracka, Partyzantów, plac bł. Kingi, plac gen. L. Okulickiego, Pod Lipką, Polna, Popka, Proszowska, Ptaśnika, Rejtana, Romana, Różana, Rynek, Rzeźnicka, Sądecka, Sienkiewicza, Składowa, Solna, Solna Góra, Staszica, Stasiaka, 20 Stycznia, Szewska, Ścieżka, Świętokrzyska, Trinitatis, Trudna, Uzbornia, Wąwóz, Węgierska, Widok, Więźniów Oświęcimia, Windakiewicza, Wolnica, Wodociągowa, Wygoda, Za Szybem i Żeromskiego.

## Historia parafii
Erygowana została w XIII wieku. Jest ona najstarszą i największą parafią w mieście. Pierwszy kościółek drewniany, o którym wiadomo, wzniesiono w połowie XIII w. z polecenia księżnej Grzymisławy, matki Bolesława Wstydliwego. Miał on służyć górnikom. Natomiast kościół murowany na miejscu drewnianego ufundowała żona księcia krakowskiego, św. Kinga, w 1253 roku. Prawdopodobnie było to związane z nadaniem Bochni praw miejskich. W 1663 r. bp Mikołaj Oborski wyniósł bocheńskie probostwo do godności prepozytury.
Główną świątynią parafii jest zabytkowy kościół pw. św. Mikołaja Biskupa (od roku 1998 bazylika mniejsza, a od roku 2003 również kapituła kolegiacka pw. Matki Bożej Różańcowej). Do parafii należy także kościół św. Stanisława Kostki, będący dawniej kościołem szkolnym bocheńskiego gimnazjum. Na terenie parafii istnieją i inne miejsca sakralne w postaci licznych krzyży, figur, kaplic i kapliczek przydrożnych oraz obiektów zlokalizowanych w podziemiach zabytkowej bocheńskiej kopalni soli.
Od 2017 proboszczem jest ks. mgr lic. Ryszard Podstołowicz.

## Proboszczowie
- ks. Marcin Wincenty Drygalski – 1785–1812[3]
- ks. Pius Rieger – 1815–1830[3]
- ks. Franciszek Gluziński – 1831–1873[3]
- ks. Wojciech Grzegorzek – 1875–1890[3]
- ks. Franciszek Lipiński – 1890–1911[3]
- ks. Antoni Wilczkiewicz – 1911–1928[3]
- ks. Władysław Szymon Kuc – 1929–1953[3]
- ks. Michał Blecharczyk – 1953–1959[3]
- ks. Stanisław Wójtowicz – 1959–1984[3]
- ks. Karol Dziubaczka – 1984–1992[3]
- ks. Andrzej Pękala – 1992–1993[3]
- ks. Zdzisław Sadko – 1993–2015[3]
- ks. Leszek Leszkiewicz – 2015–2016[3]
- ks. Wojciech Gałda – 2016–2017[3]
- ks. Ryszard Podstołowicz – od 2017[3]